# Люсе-фіорд
Люсе-фіорд (норв. Lysefjord) — фіорд у Норвегії, розташований у регіоні Західна Норвегія у фюльке Ругаланн біля Ставангера. Популярне туристичне місце.
Довжина фіорду становить 42 км, максимальна глибина 422 метри.
Фіорд утворився під дією льодовиків, а після того, як льодовик відступив «гігантська тріщина» заповнилася водою.
Сталося це приблизно 10 000 років тому. Люсе-фіорд витягнутий із заходу на схід на 42 км. Висота над водою вертикальних скельних стін сягає 1 км.
Через складний рельєф на берегах фіорду розташовані тільки два населені пункти — Люсеботн (норв. Lysebotn) і Форсанн (норв. Forsand).
Глибина фіорду коливається від 13 метрів у місці «впадання» фіорду в океан біля Ставангера, до понад 400 метрів — у районі Прекестулена.

## Люсеботн

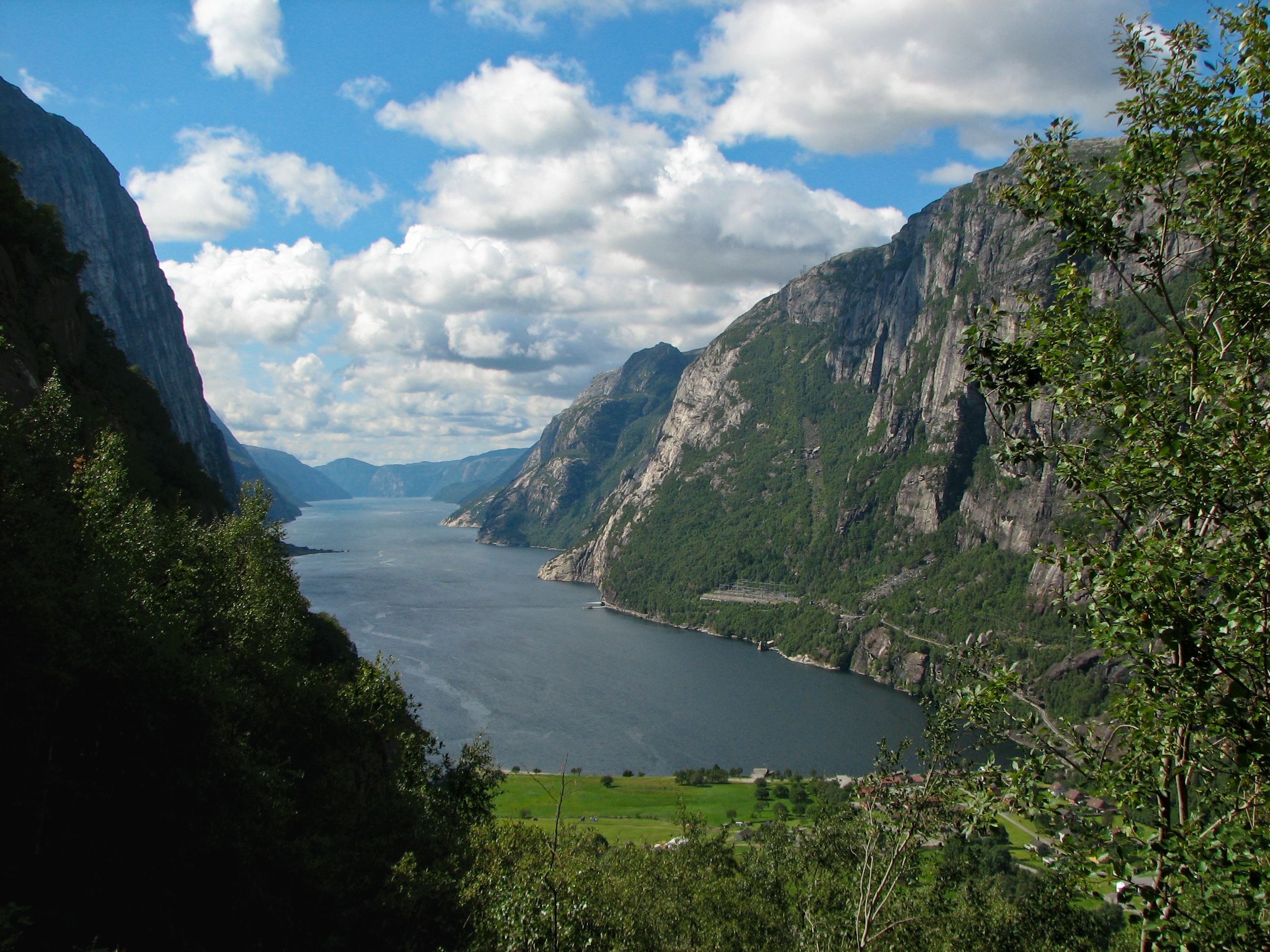
Східний край Люсе-фіорду і містечко Люсеботн

Люсеботн (норв. Lysebotn) — містечко в найсхіднішій частині фіорду. Населення, в основному, складається з робітників двох гідроелектростанцій, розташованих поблизу — Люсе (Lyse) і Tjodan. Обидві електростанції побудовані в скелі. На Люсе вода падає на турбіну з висоти 620 м і виробляє 210,000 кВт енергії. На Tjodan потужність становить 110,000 кВт при падінні води з 896 м. Дві електростанції забезпечують електроенергією бпонад 100 000 осіб.
Єдина дорога, що сполучає Люсеботн з рештою світу, робить 27 крутих поворотів з набором висоти понад 900 м. Один з витків дороги проходить в тунелі. Влітку між містечками Люсеботн і Лаувік (норв. Lauvvik) двічі на день курсує туристичний пором. Під час подорожі по фіорду по гучномовцю ведеться оглядова екскурсія кількома мовами — англійською, норвезькою, німецькою. У кафетерії порома можна знайти безкоштовні буклети з текстом іншими мовами.

## Щ'єраг
Щ'єраг (норв. Kjerag) — плато, що височіє над Люсе-фіордом. Його найвища точка розміщена на висоті 1084 м над рівнем моря. Більшість туристів піднімається на Х'єраг не стільки заради красивих краєвидів фіорду, скільки заради того, щоб дістатися до «каменю-горошини», або Х'єрагболтена.

### Х'єрагболтен
Х'єрагболтен (норв. Kjeragbolten) —  величезний камінь об'ємом приблизно 5 м³ застряг між двома вертикальними скельними стінками. Популярне туристичне місце. Влітку в гарну погоду сюди прямують сотні туристів не тільки з-за кордону, але так само і з самої Норвегії.

#### Орлине гніздо
Подорож на Х'єраг починається з містечка норв. Øygardsstølen, що в перекладі з норвезької означає «Орлине гніздо». Невелике кафе, побудоване на висоті приблизно 500 м над Люсе-фіордом. Сюди веде дорога зі Ставангера. Поруч із кафе є платна парковка, де туристи залишають свої автівки, коли піднімаються на Х'єраг. Тут же можна знайти інформаційний щит, що дає уявлення куди потрібно рухатися і як далеко, а також туалет і душові кабіни. Вниз до Люсеботну веде крута дорога, що складається з 27 крутих поворотів. Вона відкрита тільки в літній сезон. У Øygardsstølen є оглядовий майданчик, з якого відкривається краєвид і на круті повороти небезпечної дороги, і на саме містечко Люсеботн.
| |                                                      |                                                                           |
| Краєвид на «орлине гніздо». Добре видно обгороджена оглядовий майданчик, що оперізує будівлю по периметру. | Краєвид знизу на будівлю кафе та оглядовий майданчик | Вхід у кафе, вигляд з парковки. На задньому плані — стрімкі стіни Фіорду. |

Персонал кафе — 1-3 людини, тут ви можете купити воду, бутерброди, розміняти дрібні гроші, щоб сплатити за стоянку. Не варто розраховувати, що тут ви можете серйозно підкріпитися. Також тут можна придбати листівки з видами Люсе-фіорду і Х'єрагболтона. Куплену листівку тут же можна відправити поштою, заплативши працівникам кафе. Втім, це звичайна практика для туристичних місць у Норвегії.

#### Підйом на Х'єраг
| |                                                         |  |  |
| Х'єрагболтен. Вигляд ззаду. Прохід на камінь досить безпечний. Хлопчик із піднятими руками позує на камені. |                                                         |  |  |
| Краєвид на Люсе-Фіорд з «горошини».                                                                         | Х'єрагболтен — величезний камінь, що застряг між скель. |  |  |

### Бейсджампінг із Х'єрага
Найбільший інтерес у бейсджамперів викликає північний виступ гори, що височіє над фіордом на 984 метра. Обидві скелі, і Прекестулен і Х'єраг, придатні для бейсдажмпінга, але через великий наплив туристів на Прекестулен, основною точкою для стрибків став Х'єраг. Близько 30 тисяч стрибків здійснено зі скелі у води Люсе-Фіорду. На жаль, не обійшлося без трагічних подій — зафіксовано декілька смертельних випадків. На відміну від стіни тролів, Люсе-Фіорд — це одне з місць в Норвегії, де легально дозволені стрибки.

#### Історія
У 1992 році починаючий бейсджампер Стейн Едвардсен (норв. Stein Edvardsen) в одному з магазинів Ставангера побачив листівку з краєвидами Х'єрага. З'ясувавши у продавця, де розташоване це місце, він здійснив сходження на Х'єраг і спробував з'ясувати, чи придатне це місце для стрибків. На той момент Стейн не мав великого досвіду в бейсджампінгу, в його послужному списку значилося 2-3 стрибка. Тому його досвіду явно не вистачало, щоб бути впевненим у вдалому результаті.
Через два роки, у жовтні 1994 року, накопичивши досвід і знайшовши підходящий «drop» Стейн і двоє його друзів зробили перший стрибок із Х'єрага.
Стало зрозуміло, що стрибки з Х'єрага цілком реальні і здійсненні, однак, в 1994 році було зроблено всього 3 стрибка, тому що була вже осінь і наставала зима, що робило стрибки неможливими. Після свого першого стрибка Стейн побував на Bridge Day, де його знайомий Джон Вінсент розповів про стрибки в Шамоні з 9 секундним вільним падінням. На що Стейн відповів, що у себе вдома, в двох годинах їзди від Ставангера, він тиждень тому зробив 18 секундний стрибок. Все це не могло не зацікавити інших бейсджамперов і на наступний рік з Х'єрага було зроблено вже 400 стрибків.
Новина про нове місце, придатним для стрибків швидко розлетілася серед бейсджамперів. У той час бейсджампінг ще не був визнаний норвезькою парашутною асоціацією, всі стрибки здійснювали таємно.
Влітку 1995 року Стейн почав робити кроки до створення норвезької асоціації бейсджамперів, яка була створена в лютому 1996 року. Головною метою асоціації стало сприяння іншим бейсджамперам, які бажають здійснити стрибок із Х'єрага, у тому числі, організація доставки та викидання. Пізніше були організовані курси та інструктаж для охочих здійснити стрибок.
| |                                                       |
| Бейсджампінг. Північний схил Х'єрага. 18-19 секунд вільного польоту приваблюють екстремалів з усього світу. | Для приземлення є лише невеликий майданчик під скелею |

#### Правила
З 1994 по 2009 рік зафіксовано 9 смертельних випадків на Х'єрагу.
Перший подібний випадок був зафіксований в 1996 році. У 1999 і 2000 році відбулося ще 4 трагедії. Після кожного такого випадку поліція накладала обмеження на стрибки і лише завдяки активній роботі клубу бейсджамперів Ставангера (норв. Stavanger BASE Klubb) вдалося уникнути повної заборони стрибків, як це відбулося на Trollveggen (Стіні тролів) — інший мецці бейсджамперов в Норвегії, де в наш час[коли?] стрибки повністю заборонені через численні інциденти. При стрибку з стіни тролів загинув і родоначальник бейсджампінга Карл Беніш (англ. Carl Boenish).
Суворі правила, що пред'являють бейсджамперам на Х'єразі, пояснюють бажанням уникнути смертельних випадків у майбутньому. Щоби здійснити стрибок із Х'єрага, потрібно дотримуватися таких правил:
- реєстрація — кожен джампер повинен зареєструватися в Stavanger BASE Klubb, форму можна заповнити заздалегідь на сайті клубу[6];
- сплатити реєстраційний збір

Необхідно документально підтвердити кваліфікацію або досвід
- Мати більше 250 парашутних стрибків і мінімум 20 стрибків за останні 6 місяців.
- Якщо ваш «бейсджамперскій» досвід менше 15 стрибків, то ви повинні пройти одноденний навчальний курс.
- Також є обмеження на спорядження.

#### Статистика
З 1994 по 2009 рік здійснено близько 30 000 стрибків. Зафіксовано приблизно 100 інцидентів і 9 летальних випадків. Близько 30 разів для евакуації постраждалих викликали вертоліт рятувальників.

### Скелелазіння
Х'єраг є дуже популярним місцем для скелелазіння. Відомо близько 13 маршрутів, в основному з рівнем лазіння 6-7 категорії (за норвезькою кваліфікації). По лівому канту центральної частині стіни йде маршрут Hoka Hey 7 +, вперше пройдений в 1996 році, а вільним стилем — в 1999 році. Справа розташовується маршрут Skjoldet А3 (7 категорії складності), пройдений у 1995 році. У 2009 році збірна Санкт-Петербурга зробила першопроходження по центру північної стіни. Маршрут отримав ім'я «Ландскрона» (англ. Landskron).
З 25 лютого по 10 березня 2009 року група петербурзьких альпіністів у складі: Галина Чібіток (керівник, кмс), В'ячеслав Іванов (кмс), Олексій Лончінський (кмс), Іван Дождев (кмс) і Валерій Шамало (мс) зробили першопроходження по центру північної стіни Х'єрага. Був пройдений маршрут 6Б категорії складності . Маршрут отримав перше місце на XXVII чемпіонаті Росії з альпінізму 2009 року в класі першопроходження.

## Флерлі
Флерлі (норв. Flørli) розташована на південному боці Люсе-Фіорду, приблизно за 25 км від гирла фіорду і 15 км від Люсеботна. На початку XX століття тут працювала приватна електростанція.
Постійне поселення у Флерлі виникло ще в XVII століття. Ймовірно, це була лісопилка на річці Флеріона (норв. Flørliåna), до якої потім додалися садиба, що обросла згодом господарством. В 1708 у великий зсув і каменепад повністю зруйнували садибу. Лише близько століття по тому це місце знову вкрилося зеленню. Земля ця належала тоді Коллалі (норв. Kallali) і використовувалося виключно для сінокосу, випасу худоби та валки лісу.
В 1802 році Флерлі був відновлений і продовжував свою господарську діяльність аж до 1915–1920 років. У 1916, під час активного будівництва гідроелектростанції, господарська діяльність у Флерлі припинилася, і він перетворився на невелике промисловий селище зі своєю школою, магазином і поштою.

### Електростанція 1917–1921 років
Будівля старої електростанції, побудована в стилі ар-нуво, має розміри 80 метрів в довжину і 9 метрів в ширину. Сьогодні воно забарвлена в білий колір і видно здалеку. У центральному, найбільшому залі, раніше розташовувалося турбінне відділення.
Вода для електростанції бралася з водойм у горах, яка доставлялася спочатку по одній трубі, а пізніше з двох труб, прокладених по скелястому схилі Фіорду. Ці труби збереглися до наших днів. Уздовж труб побудований фунікулер і йде найдовша дерев'яні сходи у світі.

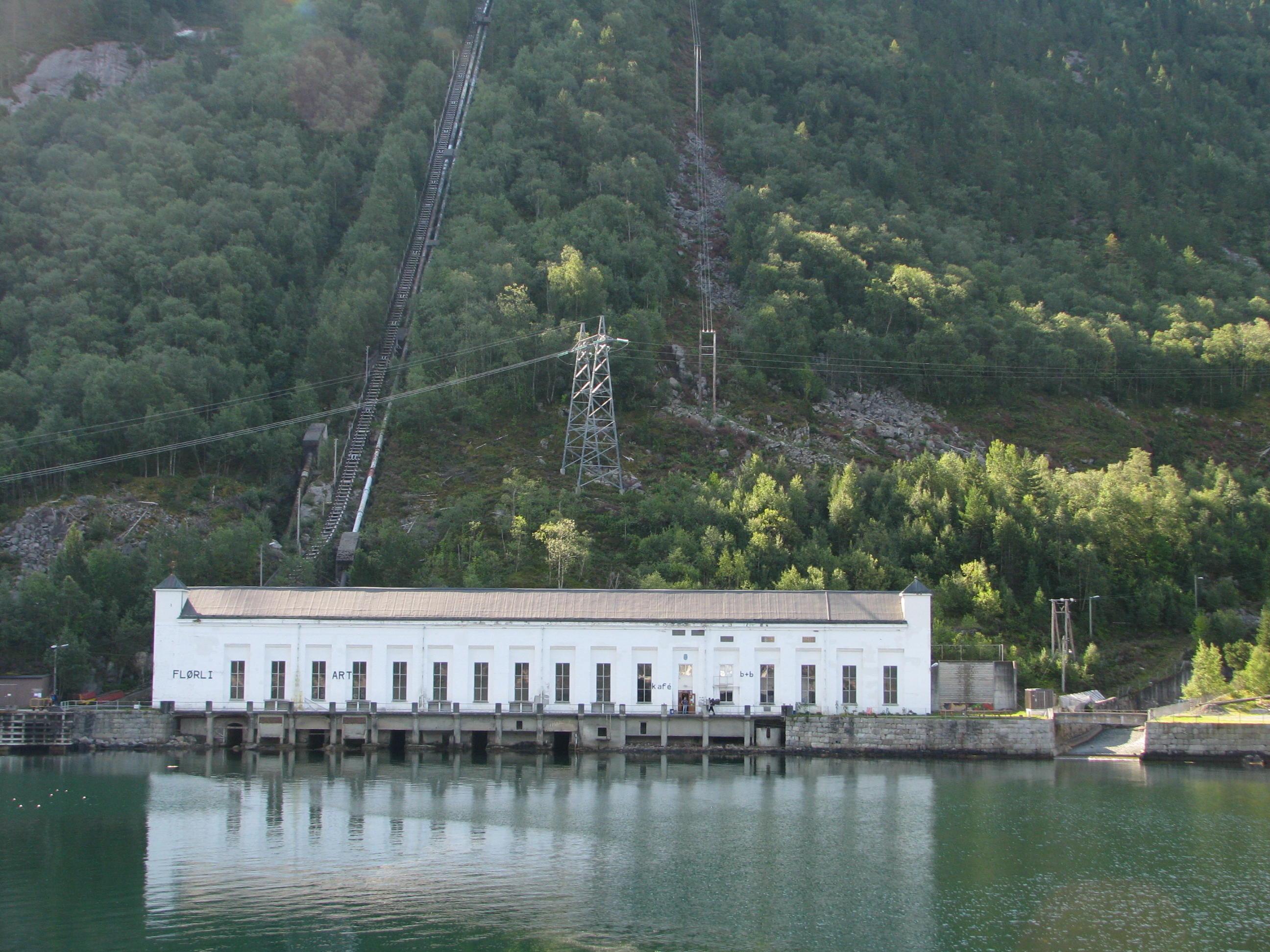
Електростанція

В 1916 році у Флерлі значилося 119 працівників, 28 жінок і 37 дітей. У школі, її будинок зберігся до наших днів, в 1920–1925 роках навчалися 11 чоловік. Школа була закрита в 1970 році, а пошта в 1981 році.
У 1999 році, з відкриттям нової автоматизованої гідроелектростанції, селище було розселене.

### Найдовші дерев'яні сходи
Для роботи гідроелектростанції була потрібна вода, яка доставлялася з двох труб, прокладених по схилу. Для їх обслуговування поряд з ними була побудована сходи. Довжина сходів становить 1600 метрів, а перепад висот — 740 метрів. Драбина складається рівно 4444 сходинок і вона вважається найдовшими дерев'яними сходами у світі. Дерев'яні сходи приваблюють туристів, які не проти перевірити свої сили. Влітку під Флерлі працюють кафе, невеликий готель, а товариство «Друзів Флерлі» (норв. «Flørlis Venner») влаштовує тут невеликі виставки.
| |  |  |
| Ліворуч: Старий трубопровід, колись постачав стару гідроелектростанцію під Флерлі, та колії фунікулера. Зараз фунікулер не діє. Праворуч: Спочатку була прокладена лише одна труба. Пізніше, щоб збільшити об'єм води, що подається, поруч була прокладена друга. Праворуч від трубопроводу рейки фунікулера, місцями зарослі кущами та дерев'яні сходи, що складається з 4444 ступенів. Вони вважається найдовшими дерев'яними сходами у світі. |  |  |

### Нова електростанція 1999
Наприкінці 1990-х років запрацювала нова електростанція. Вона повністю вирубана в скелі, так само, як олімпійський хокейний палац у Ліллегаммері. Вода підводиться з водоймищ, розташованих на високогірному плато. Роботи на станції повністю автоматизовані. Станція належить комуні Форсанн. Електроенергію, в основному, постачають до Ставангера.
|                                                                                   | |
| На дальньому плані можна побачити вхід в нову електростанцію, прорубаний в скелі. | Внутрішні приміщення електростанції. Приміщення повністю вирубано в скелі, на що вказує далека стіна, що є скельний моноліт. |

## Сонгесанн

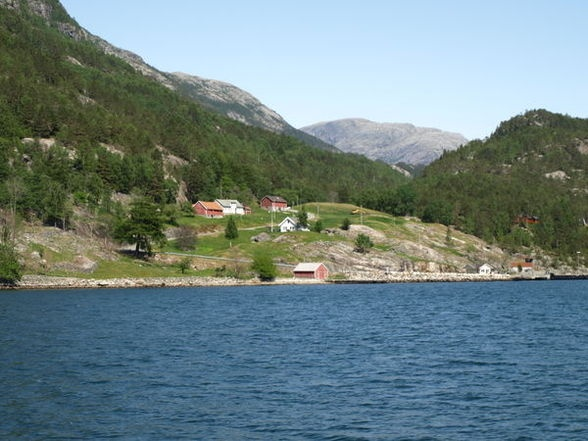
Сонгесанн — невелике село на північному березі фіорду.

Сонгесанн (норв. Songesand) — село на північному березі Люсе-фіорду майже на середині між Форсанном і Люсеботном. Входить до комуни Форсанн.
Є сухопутний зв'язок з Ордалом (норв. Årdal) і комуною Ельмеланн (норв. Hjelmeland). У села є власна пристань.
Раніше в селі проживало до 36 осіб, було поштове відділення, школа ((її остаточно закрили в 1969 році). Кілька останніх років перед остаточним закриттям в ній навчалося тільки 3-4 школярі.
Новий поштовх до розвитку Сонгесанн отримав в 1994 році, коли в літній сезон регулярно почали ходити пороми між Ставангером і Люсеботном.

## Геньяне
Геньяне (норв. Hengjane) — гора на північному березі фіорду, недалеко від Прекестулена. З цим місцем пов'язана романтична легенда про німця Гайнріха і Зікке. Німець Гайнріх з'явився на фіорді в 1915 році і займався риболовлею. Одного разу він почув про жінку Зікке, що жила на самій вершині гори Геньяне. Він видерся наверх і так і залишився жити разом із Зікке. У них народилася дитина, який не пережив перші ж холодну зиму. Займався Гайнріх самогоноварінням, що було дуже вигідно: самогонка користувалася великим попитом за часів сухого закону в Норвегії (1921 рік). Зокрема, самогон постачали і до Ставангера. Сьогодні ми можемо бачити невеликий кам'яний причал, біля якого Гайнріх залишав свій човен і піднімався на році за допомогою лебідки. За допомогою цієї ж лебідки на гору піднімали цукор і спускали вниз самогон.
Після тривалого розслідування поліції вдалося вистежити самогонників і Гайнріха за це і за багато інших незаконних дій вислали з країни і конфіскували самогонний апарат. Через деякий час він повернувся до Зікке. Але після чергового скандалу, пов'язаного з продажем човна, він зник назавжди. Зікке чекала його до самої смерті, живучи в повній самотності і бідності на горі Геньяне.
Конфіскований самогонний апарат зберігається досі. Його можна побачити в Ойгартстюль (норв. Øygardsstølen) — стартова точка для сходження на Х'єраг.

## Прекестулен
Прекестулен (норв. Preikestolen), так само відома як англ. Pulpit Rock («Скеля-кафедра») — гігантська скеля висотою 604 м над Люсе-фіордом.
Вершина скелі площею близько 25 на 25 метрів, квадратна і майже плоска. Зі скелі, що нависає над фіордом, відкривається чудовий вигляд, і завдяки йому скеля відома як одна з головних природних визначних пам'яток Норвегії. Прекестулен — одне із найвідвідуваніших місць у регіоні. Щороку його відвідують понад 100 тисяч чоловік.
Відповідно до старої легенди, ця гігантська скеля завалиться, якщо 7 сестер вийдуть заміж за 7 братів з одного дистрикту (під дистриктом мається на увазі один з п'яти неофіційних регіонів Норвегії). У основі майданчика проходить тріщина шириною 20-25 см. Якщо колись ця скеля звалиться у води фіорду, то розкол пройде саме з цієї тріщини.
|                                                                  |  |                                                                                                 |
| Стежка, що веде на Прекестулен, промаркована червоною буквою 'Т' |  | Вигляд «кафедри священика» з екскурсійного порому, що курсує фіордом між Лаувіком і Люсеботном. |

|                                                                                     |                                                                                          |                                             |
| Прямовисна скеля заввишки 604 метри, яку раніше часто використовували бейсджампери. | Прямокутна скельна платформа 25 × 25 метрів. Добре видно тріщину біля основи майданчика. | Досі не відомо про жоден трагічний випадок. |

### Рефсю
Колишня пароплавна пристань на північному березі фіорду. Сьогодні тут можна побачити тільки бетонні останки всередині невеликої бухти поруч зі струмком, що впадає у фіорд.
Перші екскурсії на Прекестулен були організовані ще в 1890-х роках. Стежки, якою сьогодні користуються всі туристи для відвідування плато, тоді ще не існувало. Вона була прокладена через скельні схили трохи пізніше, тоді ж були вирубані проходи вздовж скель і зроблені поручні. Так як дістатися до Pulpit Rock по суші було важко, то екскурсії водили саме звідси. Від Рефсю вела стежка до хатини Прекестуль. Сьогодні на її місці залишилася тільки іржава арматура, що стирчить зі скель.

## Ланда

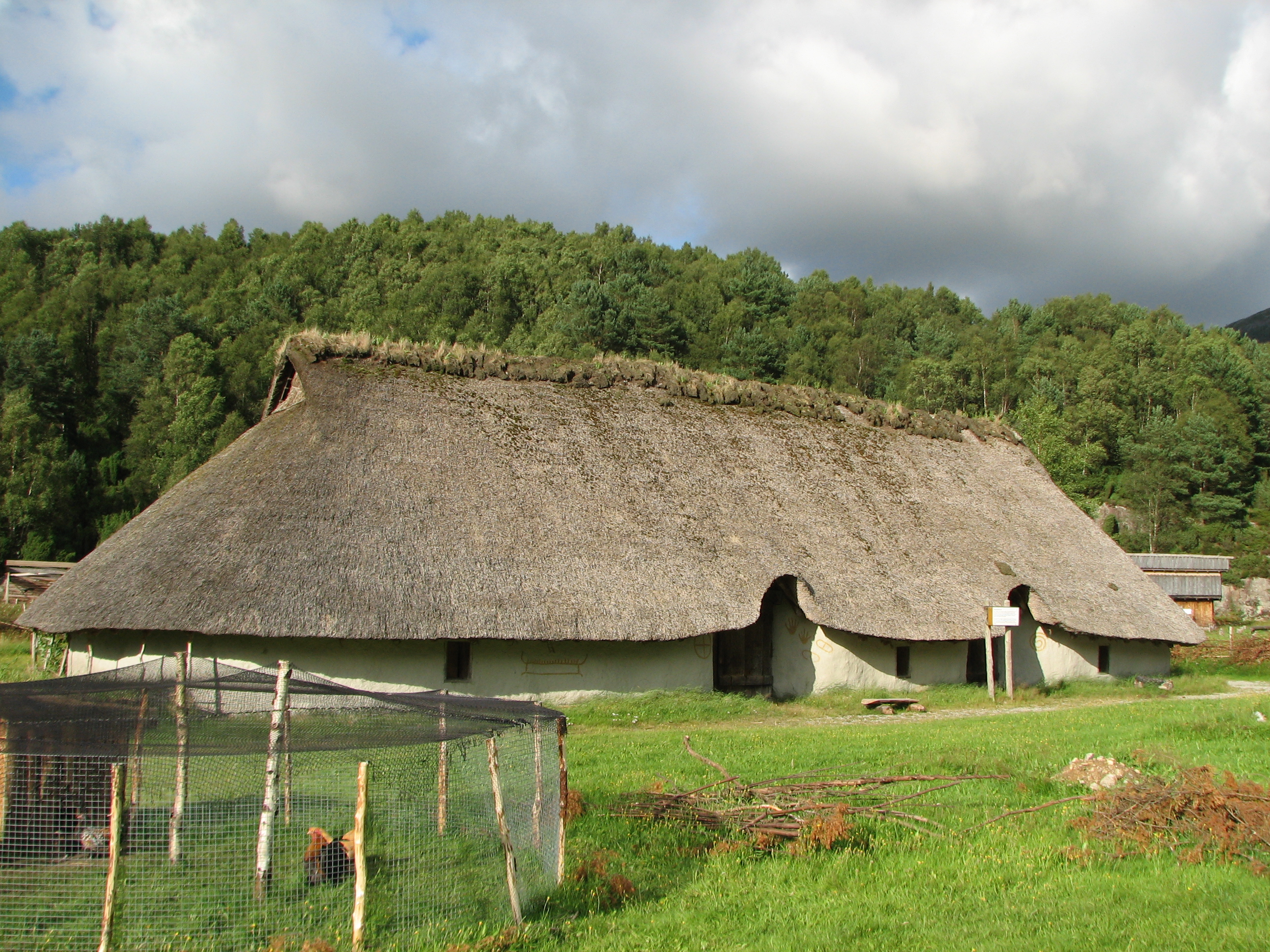
Ланда. Дім вікінгів.

Недалеко від дельти Люсе-Фіорду були знайдені цікаві археологічні свідчення про перші поселення на території Норвегії, які датуються 1500 роком до н. е.. У ті часи люди жили громадським господарством. На давніх фундаментах відновлені декілька споруд залізної і бронзової доби. Всього в Ланде є 6 будинків-музеїв.
Розкопки і реконструкція йшли під керівництвом Тронда Лекена (норв. Trond Løken). У 1995 і 1999 роках у співавторстві зі своїми колегами він випустив декілька книг про розкопки і артефакти знайдених в Ланде.

## Форсанн

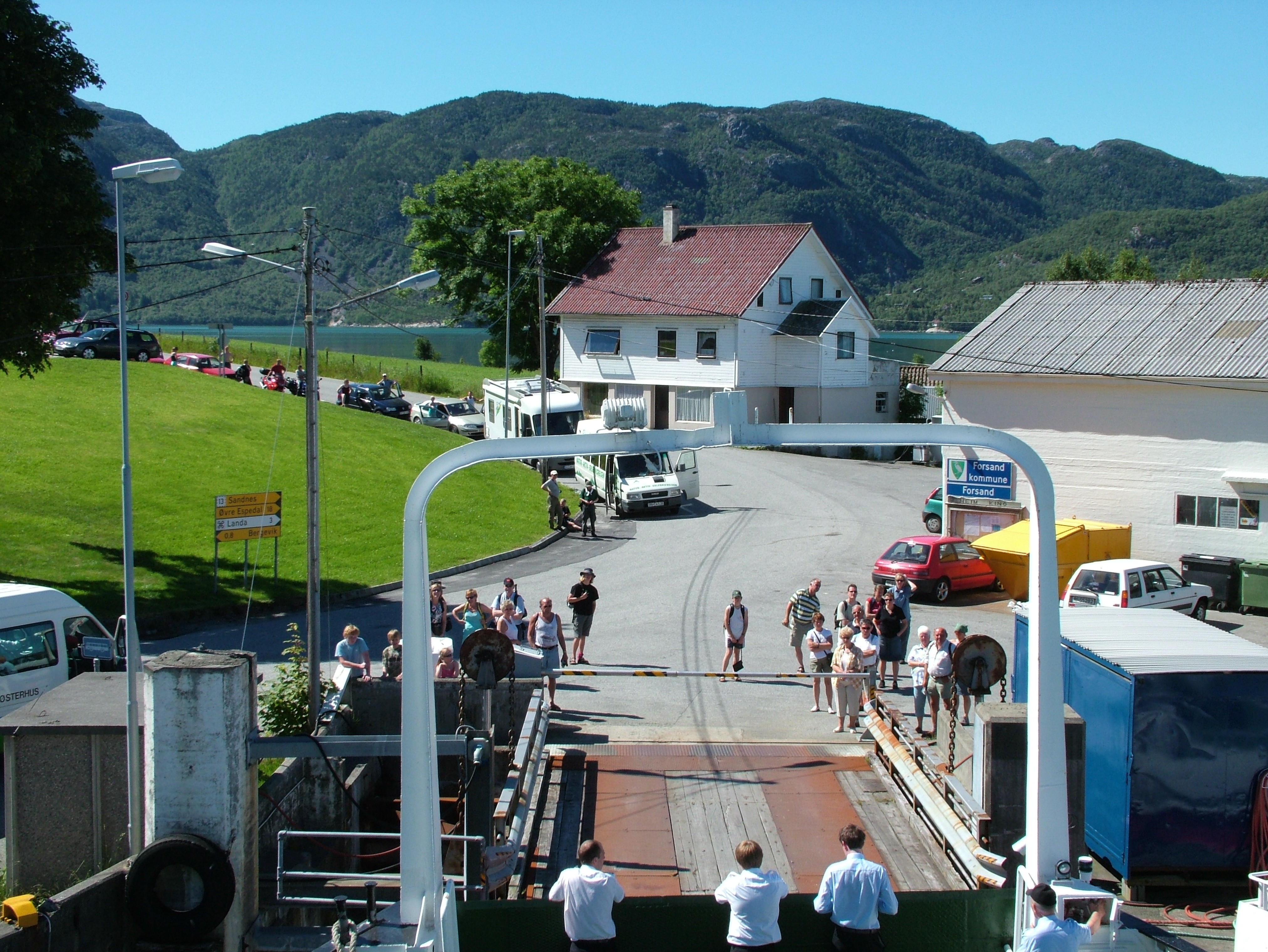
Форсанн. Черга з машин, які чекають навантаження на пором.

Форсанн (норв. Forsand) — столиця однойменної комуни (муніципалітету). Населення становить близько 1000 чоловік. Тут в дельті Люсе-Фіорду глибина всього 13 метрів. Форсанн — багата комуна. Основний дохід приносить продаж електроенергії, основним споживачем якої є четвертий за величиною місто в Норвегії — Ставангер. З Форсанна на інший бік Люсе-Фіорду веде вантовий міст. Якщо ви хочете після сходження на К'єраг відвідати і Прекестулен, то можна не продовжувати подорож на поромі до Лаурвіка, а з'їхати на машині в Форсанні, перетнути фіорд і дістатися до кемпінгу Прекестулен.

### Міст через фіорд
У самій дельті фіорду розташований однойменний висячий міст. Міст з'єднує містечко Форсанн з протилежною північним берегом фіорду.
Одним з дизайнерів проекту моста через фіорд був Ос Якобсен (норв. Aas Jakobsen).
Будівництво мосту був початок в 1995 році, а через два роки, у 1997 році міст був зданий в експлуатацію. Довжина головного прольоту моста становить 446 метрів, а загальна довжина — 639 метрів. Пілони виконані з залізобетону і досягають у висоту 102 метрів. Ширина — 12.3 метра.
| | |  |
| Class = wikitable style = «background: transparent; margin-top: 0; font-size: 12px» width = 265px \| Довжина головного прольоту \| 446 м \| \| Загальна довжина \| 639 м \| \| Ширина \| 12.3 м \| \| Висота пілонів \| 102 м \| | 'Ліворуч:' залізобетонні пілон и мосту. Вид з води; 'Центр:' вид на міст з висоти пташиного польоту; У нижній частині фото можна побачити Форсанн. 'Справа:' максимальна довжина прольоту 446 метрів. Вид на міст з туристичного порома. |  |
| Довжина головного прольоту | 446 м |  |
| Загальна довжина | 639 м |  |
| Ширина | 12.3 м |  |
| Висота пілонів | 102 м |  |

## Леуввік
Леуввік (норв. Lauvvik) — поромна пристань на материковій частині дороги  RV 13. У літній сезон це кінцева станція поромних екскурсій по фіорду. Від Леуввіка можна швидко дістатися до Санднес, Ставангера — нафтової столиці Норвегії та четвертого міста країни.
59°00′ пн. ш. 6°14′ сх. д. / 59.000° пн. ш. 6.233° сх. д.